# Lepthyphantes yushuensis
Lepthyphantes yushuensis är en spindelart som beskrevs av Hu 200. Lepthyphantes yushuensis ingår i släktet Lepthyphantes och familjen täckvävarspindlar. Inga underarter finns listade i Catalogue of Life.